# Lîsohubivka, Konotop
Lîsohubivka (în ucraineană Лисогубівка) este un sat în comuna Vîrivka din raionul Konotop, regiunea Sumî, Ucraina.

## Demografie
Componența lingvistică a localității Lîsohubivka
     Ucraineană (97,06%)
     Rusă (2,94%)
Conform recensământului din 2001, majoritatea populației localității Lîsohubivka era vorbitoare de ucraineană (97,06%), existând în minoritate și vorbitori de rusă (2,94%).